# ドラえもん のび太と妖精の国
『ドラえもん のび太と妖精の国』（ドラえもん のびたとようせいのくに）は、エポック社が発売した漫画『ドラえもん』（1969年 - 1996年）およびテレビアニメ『ドラえもん』（1979年 - 2005年）を題材にしたスーパーファミコン用ゲームソフト。

## 概要
『ドラえもん』初のスーパーファミコン用ゲームソフトの第1作目。テーマはエコロジー。
物語冒頭でのび太ら4人が怪物に誘拐され、ひみつ道具も奪われるため、基本的にドラえもん1人でのび太の町を探索する。町のさまざまな場所に妖精世界への入り口が隠れており、そこからダンジョン（2Dアクションステージ）に進入する（進入するためにはそのオブジェクトに関する情報を人から聞く必要がある）。ステージの奥にはひみつ道具があり、武器として使用したり、先に進むためのキーアイテムとなったりする。
すべての神器を集めて妖精の国へ行くと、ドラえもん、のび太、しずか、ジャイアン、スネ夫を操作して各ステージを攻略することになる。全員のステージをクリアすると合流し、ラストダンジョンに挑むことになる。
環境問題をテーマにしている為か、敵キャラクターは廃棄物や汚染物質をモチーフとした物が多い。
序盤から謎解きや動く足場が多く、アクションゲームが苦手なプレイヤーには難しい。また、初期武器が貧弱なので武器を新調せずにそのまま進むとその後の展開がつらくなる。

## ゲーム内容

### ひみつ道具

#### 武器
最初は聖水しか使用できず、残りはステージ内にある宝箱から入手する必要がある。なお、バーコードバトラーIIと連動する事で最初からすべての武器が使用可能となる。
オプションで「アイテムセレクト：オート/マニュアル」のうち、「オート」を選択しておくと、ステージ開始時におすすめの秘密道具が自動で選ばれる（後から切り替えは可能）。
聖水
怪物によって、ひみつ道具を奪われたドラえもんに花の妖精が渡したもので、最初から持っている武器。目の前に聖水を振りまいて攻撃する。射程が非常に短いので攻撃としてはあまり実用的ではないが、特定のステージにある水晶に振りかけると仕掛けを起動できる。
空気ピストル
前方に小さな空気弾を放つ。空気砲と比べて連射が可能だが、威力は低い。洞窟のステージ（公園の砂場）で入手可能。
空気砲
前方に大きな空気弾を放つ。空気ピストルに比べ一発の威力は高いが、連射速度に劣る。ドクロのステージ（裏山の遊歩道）で入手可能。
たつまきストロー
キャラクターの前方斜め上に向かって竜巻を放つ。炎のステージ（裏山の洞窟）で入手可能。
かみなりだいこ
キャラクターの前後上斜め45度の角度に雷の弾を放つ。弾速が速いが当てにくい。雲のステージ（風の世界）で入手可能。
しょうげき波ピストル
キャラクターの前方斜め下に、壁や地面に当たると反射する弾を撃つことができる。連射能力も高い。海底のステージ（貯水池）で入手可能。
ころばし屋
地面に沿って「ころばし屋」が滑っていき、敵を攻撃する。地面がない場所ではそのまま落下する。ジェットのステージ（風の世界）で入手可能。
アタールガン
敵を自動的に追尾する弾を撃つ。強力だが、手に入るのは終盤となる海のステージ（妖精の国）である。

#### ステージアイテム
アクションステージに登場するお助けアイテム。
みちび機
キャラクターの上にゴールの方向を示す矢印が出る。コースを出るかクリアするまで有効。
タンマウオッチ
一定時間、敵の動きが止まる。
ドロン巻き物
一定時間、無敵状態になる。
トランポリンゲン
一定時間、高くジャンプできる。
クイック
一定時間、移動速度が上昇する。
やくよけシール
一定時間、敵が出てこなくなる。
タケコプター
一定時間飛行できる。
キャンピングカプセル
体力が全回復し体力の最大値が増える（最大2つ）。一度取ると同じ場所には再出現しない。

#### シナリオアイテム
シナリオを進めるのに必要なアイテム。
ゴマロック
学校の門を開くのに必要。大地のステージ（公園の滑り台）で入手可能。
復元光線
地震によって崩れた橋の修復に必要。洞窟のステージ（公園の砂場）で入手可能。
スモールライト
道を塞ぐ岩の縮小に必要。山のステージ（裏山の西）で入手可能。
オールマイティパス
駅にある火のステージへの進入に必要。炎のステージ（裏山の洞窟）で入手可能。
深海クリーム
湖にある氷のステージへの進入に必要。火のステージ（駅）で入手可能。
通りぬけフープ
噴水の奥深くを調べるのに必要。氷のステージ（湖）で入手可能。
ふわふわぐすり、雲かためガス
上記2つ併せて雲の上の世界への進入に必要。ふわふわぐすりはドクロのステージ（裏山の遊歩道）、雲かためガスは海底のステージ（貯水池）でそれぞれ入手可能。
テキオー灯
ラスボスの攻撃からの防御に使用。雲のステージ（風の世界）で入手可能。
タケコプター
使用するとのび太の町を自由に飛びまわれる。裏山の空き地にある妖精の国への進入に必要。ジェットのステージ（風の世界）で入手可能。

### その他
水晶
100個集めると体力の最大値が増える（最大5つまで）。5つ束のものもある。500個に達するとカウンターストップとなり、以後は集めても増加しない。
ドラ焼き
体力のハートが一つ回復する。満タンの時に取っても何も起こらない。
1UPのハート
プレイヤーの残り人数が1つ増える。
鈴
特定のステージに隠されている隠しアイテム。全部で12個存在し、取ると1UPのハートと同様にプレイヤーの残り人数が1つ増える他、10個集めると攻撃力が2倍になる効果を持つ。
鍵
海のステージのみ登場。黄と赤の2種類があり、対応するゲートを開く。

## 設定

### ストーリー
野球をしていたのび太の前に現れた、助けを求める花の妖精。彼女の話によると、突如出現した怪物らにより妖精の国が荒らされ、女王ユリアスも城の奥深くに幽閉されたという。
のび太はドラえもんたちを集め、怪物を退治に妖精の国へ出発しようとする。だが、怪物の攻撃によりのび太、しずか、ジャイアン、スネ夫の4人が捕われ、さらにドラえもんのひみつ道具まで奪われてしまう。残されたドラえもんは、5人の賢者が持つ神器を集めれば妖精の国へ行けることを妖精から聞く。のび太たちと妖精の国を救うため、ドラえもんの冒険が始まる。
町にはあちこちに妖精の世界への入り口が存在した。ドラえもんはひみつ道具を回収しつつ各地を探索し、大地の国、森の国、火の国、水の国を回って賢者と出会い、「虹の指輪」「愛の竪琴」「灼熱の水晶」「希望の杯」の4つの神器を入手する。しかし同時に現実の町にも地震や落雷、竜巻と言った自然災害が起こるようになっていった。最後の神器を求めてドラえもんは雲の上の風の国に上がり、5人目の賢者から「光の王冠」を授かる。ドラえもんが地上に戻ると、町にも怪物が彷徨いていた。いよいよ一刻の猶予も無くなり、花の妖精の情報を元に妖精の国への入り口へと向かう。
妖精の国では、飛ばされたのび太、しずか、スネ夫、ジャイアンがそれぞれの地域で孤立していた。更に現実から乗り込んできたドラえもんも加え、5人は自身の居る地域を突破して妖精の城に到達する。妖精の城にて5人は合流し、女王ユリアスを助け出すべく城へと突入する。城の奥では怪物の親玉が待ち受けており、自身が人間界における自然破壊によって生まれた存在だと語る。そして冒頭と同じく一行に向けて再び攻撃を放つものの、予めドラえもんがテキオー灯を使用していた事で無効化される。すると親玉は直接襲いかかってきた。戦いの末、敗れた親玉は人間が自然破壊を続ける限り何度でも蘇ると告げて消滅した。
救出された女王ユリアスは、この妖精の国と人間界は深い繋がりがあり、親玉が言ったように人間が自然破壊を繰り返せばまた同じ事が起こると告げる。しかしのび太は自然を守ろうとする人間もいると主張し、ユリアスも人間全てが悪いとは思っていない事、そしてもっと多くの人間が自然を大切にすれば怪物は生まれなくなると語る。そのためにも努力しなければならないと一行は決意し、元の世界へ帰っていくのだった。

### ステージ構成
のび太の町の各ステージは一度クリアすると再度入る事が出来るが、風の世界と妖精の国の各ステージは再度入る事は出来ない。
妖精の国の各ステージは前半と後半のエリアに分かれており、最後にボスと戦うことになる。

#### のび太の町
- 大地のステージ（公園の滑り台）
- 洞窟のステージ（公園の砂場）
- 遺跡のステージ（学校の花壇）
- 山のステージ（裏山の西）
- 木のステージ（裏山の一本杉）
- ドクロのステージ（裏山の遊歩道）
- 炎のステージ（裏山の洞窟）
- 溶岩のステージ（裏山の北）
- 火のステージ（駅）
- 氷のステージ（湖）
- 海底のステージ（貯水池）
- 深海のステージ（公園の噴水）

#### 風の世界
3つのステージを順番に進んでいき、全てのステージをクリアするまでのび太の町に戻ることはできない。
- 雲のステージ
- 宮殿のステージ
- ジェットのステージ

#### 妖精の国
迷宮のステージ以外の5つは、どこからでも挑戦することができるが、そのステージをクリアするまでは他のステージを選ぶことはできない。また、ステージごとに操作するキャラが決まっている。
- 迷路のステージ（ジャイアン）
- 坂のステージ（のび太）
- 火山のステージ（スネ夫）
- 海のステージ（しずか）
- 空のステージ（ドラえもん）
- 迷宮のステージ（妖精の城。道中のエリアはドラえもん固定で、大ボスではジャイアン→のび太→スネ夫→しずか→ドラえもんの順で操作する）

## 登場人物

### 使用キャラクター
物語の終盤となる妖精の国に入るまでは、主人公であるドラえもん以外のキャラクターでは行動できない。5人にはそれぞれ特長がある。
ドラえもんはひみつ道具の攻撃力が高く、のび太は武器の連射が得意、しずかはジャンプが高く、ジャイアンは踏みつけ攻撃の威力が高く、また岩を早く押すことができ、スネ夫は移動スピードが速い。

### 本作のオリジナルキャラクター
花の妖精
妖精の国の住人で、ドラえもんたちに助けを求める。
ユリアス
妖精の国の女王で、怪物により城の奥へ幽閉される。
5人の賢者
大地、森、火、水、風の賢者ら。それぞれ神器（虹の指輪、愛の竪琴、灼熱の水晶、希望の杯、光の王冠）を1つずつ所持する。神器を授かるためには、基本的に出される質問に正しく答えなければならない。誤答の場合はステージの最初に戻る。
なお、風の賢者はドラえもんはロボットで在る事は知っている様子。

### ボスキャラクター
大地のボス
最初は岩石形態で登場するが、一定ダメージを与えると人間形態に変化する。人間形態では地上を移動しながら、斜めに弾を撃って攻撃してくる。しばらくすると、丸くなって画面中を跳ね返りながら移動してくる。ジャイアンが戦うことになる。
森のボス
触手を伸ばしながら地上を動き回った後、吸い込みと吹き飛ばしをおこなって攻撃してくる。普段はどんな攻撃も受け付けず、吸い込み中のみダメージを与えられる。のび太が戦うことになる。
火のボス
画面奥から首だけが出現し、火の球を吐いて攻撃してくる。首が隠れているときはダメージを与えることができない。スネ夫が戦うことになる。
水のボス
あわ形態、カエル形態、タツノオトシゴ形態、イカ形態の4つの形態を持ち、それぞれ行動が異なる。しずかが戦うことになる。
風のボス
4つの移動する足場の上で戦うことになり、落ちるとミスになる。画面中央から一切動かず、8方向に雲を飛ばしたり、足場を小さくする弾を発射して攻撃してくる。ドラえもんが戦うことになる。
大ボス (ドランク)
妖精の城に潜む本作の最終ボスで、のび太らを連行した張本人。人間界における自然破壊によって生まれた怪物。戦闘では全員が順番に戦う事となり、ジャイアン、のび太、スネ夫、しずか、そして最後はドラえもんとの一騎討ちとなる。操作キャラクターによって攻撃方法が変化し、そのキャラクターがクリアした世界になぞらえた攻撃をしてくる（例：火のステージを担当したスネ夫には火を吐いて攻撃してくる）。
なお、戦闘では全員が順番に戦う事となる方式は次作の2と次々作の3にも受け継いでいる。

## スタッフ
- ディレクター：堀越丈広、葭原智
- プログラム：エス・エー・エス
  - プログラマー：今井敏彦、池田慎一、佐藤久志
- グラフィック・デザイン：ポップハウスデザインスタジオ
  - グラフィック・デザイナー：加藤栄吾、おきやまじゅん、ますやまゆういち、うさみせいじ
- 音楽：小川寿夫、沓掛隆志、松島友子
- テクニカル・アドバイザー：てらしまとおる
- グラフィック・コーディネーター：島村誠司
- スペシャル・サンクス：沢田幸一、小田真治、たけしますなお、なかにしとしひろ、よしだまさひろ、しいのいずみ、たかはしなおき、いしはらひでお、菅原和昭、ねぎしとみお、鈴木実
- プロデューサー：沓掛隆志
- スーパーバイザー：堀江正幸
- エグゼクティブ・プロデューサー：前田道裕

## 評価
ゲーム誌『ファミコン通信』の「クロスレビュー」では、7・6・7・4の合計24点（満40点）、『ファミリーコンピュータMagazine』の読者投票による「ゲーム通信簿」での評価は以下の通り20.05点（満30点）となっている。この得点はスーパーファミコン全ソフトの中で186位（323本中、1993年時点）となっている。
| 項目 | キャラクタ | 音楽 | 操作性 | 熱中度 | お買得度 | オリジナリティ | 総合  |
| 得点 | 3.86       | 3.34 | 3.30   | 3.14   | 3.27     | 3.14           | 20.05 |

ゲーム誌『Theスーパーファミコン』の「ザ・テストプレイ」では総合評価55点（100点満点）。レビュアーの1人はよくあるアクションゲームとしては一定の水準を満たしているが動きや仕掛けにドラえもんらしさ不足していて原作のひみつ道具をもっとゲーム内で活かしてほしく名前を借りただけのゲームではなくキャラの個性に反映して欲しかったこととRPG要素が中途半端で不必要なのではないかとし、もう1人は誰かと話して情報を集めるRPG要素はドラマ面の演出としてはバッチリで物語に感情移入できるがアクション面ではゲームのテンポが遅い理由になってしまっている、アクション自体は面白いため評価の分かれるゲームで個人的にビジュアルシーンでの演出が欲しかったとした。